# Akuoma Omeoga
Akuoma Omeoga (sinh ngày 22 tháng 6 năm 1992) là một bobsledder người Nigeria. Cô thi đấu cho Nigeria ngũ trên Nigeria bobsled đội trong sự kiện hai người phụ nữ tại thế vận hội mùa đông 2018.